# Koaszwa
Koaszwa (ros. Коашва) – miejscowość w Rosji, w obwodzie murmańskim, w okręgu miejskim Kirowska. W 2010 liczyła 882 mieszkańców.